# 汕头外砂机场
汕頭外砂機場是位於中國廣東省汕頭市龙湖区的军用機場，截至2006年12月29日的旅客運輸量137.9萬人次、完成航班起飛15,268架次。
解放軍空軍在此駐紮有空25旅，裝備運-8、殲-7、殲-10、蘇-27等飛機。

## 历史
1955年，一江山岛战役结束后，中共中央军委为夺取福建、粤东地区的制空權，掌握与中华民国在台灣海峽进行军事斗争的主动权。中央军委决定加紧修建多项国防工程，即鹰厦铁路和福州、龙田、汕头等沿海一线机场。中华民国方面对这一系列国防工程建成后形成的军事威胁，曾试图以轰炸摧毁。中華民國空軍司令王叔銘表示“要及早摧毁共军修建的空军基地”:54。实际上，外砂机场在1956年建成。
1974年4月15日，中國民航總局在此設立中国民用航空汕头站。同日汕头-广州航线正式开通，汕头外砂机场开始民航运输业务。刚开航时，外砂机场只能起降安-24等小型客机，候机室是一座面积250平方米的简陋平房，仅汕头至广州1条航线，每周三班。
汕头经济特区成立后，汕头机场抓住地方经济腾飞的良机，于1986年12月31日完成跑道由1800米延长至2500米的扩建。新跑道宽60米，厚度按麦道-82型飞机全载起降设计，平行滑行道加宽至80米，站坪扩大至24000平方米，可同时停放4架大型客机。
1987年，汕头至曼谷、北京、上海航线相继开通。1992年，机场吞吐量首破100万人次大关，机场谋划迁建。1995年，汕头外砂机场发展达到顶峰，与境内外44个城市通航，旅客运输量196.22万人次，航班起降1.73萬架次，曾一躍成為全國排名第13名的重點機場。
1996年至2003年，汕头机场旅客运输量逐年下滑，2003年仅69.2万人次。机场迁建纯民用陷入尴尬境地。
1997年，第九届世界潮团联谊年会在汕头召开，为迎接海内外嘉宾，汕头市出资1.8亿元改造机场，使候机楼面积达到2.3万平方米，停机坪面积增至7.2万平方米，停机位达到11个，还安装了4座现代化的登机桥。
2004年4月15日，民航机场实行属地化改革，汕头机场变成广东省机场集团公司的全资直属公司。
随着客流逐步恢复攀升，2007年9月26日，国家正式批复揭阳潮汕机场建设。2010年，汕头外砂机场对部分外籍飞机实行开放，2月2日，捷星亚洲航空公司开通新加坡至汕头直飞航线。机场年旅客吞吐量172.8万人次，起降航班16,615架次。
随着2011年11月15日建成并投入运营的揭阳潮汕国际机场啟用，2011年12月14日22时21分，一架EMB145飞机执行的汕头—南京MU2712航班振翅冲上夜空，成为飞离外砂机场的最后一个航班。23时55分，外砂机场迎来南宁—汕头的CZ3864最后一个进港航班。至此，服务了38年的汕头外砂机场民航运输正式划上圆满的句号。之后全部转场至揭阳潮汕国际机场，该机场回归军用。